# Concilio germánico
El Concilio germánico o Concilium Germanicum fue el primer gran concilio de la iglesia católica [que se celebró en la parte oriental de los reinos francos. Fue convocado por Carlomán el 21 de abril de 742/743 en un lugar desconocido, y presidido por san Bonifacio, que se afianzaba en su posición de líder de la iglesia de Austrasia. El historiador alemán Gunther Wolf juzga que el Concilium fue el punto culminante de la larga carrera de Bonifacio.

## Antecedentes
Gran parte de la documentación relativa al Concilium se basa en Bonifacio y en documentos relacionados con su vida, y aunque el santo era propenso al embellecimiento retórico y a la exageración en su correspondencia, su valoración de la situación en la Iglesia franca parece fiable,aunque en algunos detalles se equivocó unos años: el último sínodo de la Iglesia franca parece haberse celebrado en 695 en Auxerre. En una carta escrita a principios de 742 al recién elegido  papa Zacarías, expone tres problemas principales:
- Los reglamentos eclesiásticos (especialmente en lo referente a la propiedad) habían sido desatendidos durante seis décadas o más;
- No había habido sínodos eclesiásticos durante al menos ochenta años;
- No había arzobispos en la iglesia franca, y los obispos (muchos sin sede fija) y sacerdotes sólo estaban interesados en los beneficios materiales del cargo, robando propiedades eclesiásticas y llevando estilos de vida mundanos, que incluían vivir con concubinas, beber y cazar.[4]

Bonifacio había comenzado sus intentos de reforma de la iglesia franca en la década de 730, y en la década de 740 había encontrado un espíritu afín en Carlomán, el más religioso de los dos hijos de Carlos Martel que se repartieron los dominios de su padre. Cuando Carlomán prometió a Bonifacio un sínodo, éste vio la oportunidad de abordar dos de sus principales intereses en sus esfuerzos reformistas: proteger la propiedad eclesiástica de una nobleza rapaz e imponer directrices más estrictas al clero.

## Decisiones y resultados
La participación en el Concilium estaba restringida a los partidarios de Bonifacio, y entre los invitados se encontraban los obispos de la Austrasia de Carlomán. Además de Bonifacio que, como arzobispo, presidió el sínodo, estuvieron presentes los obispos de Arquidiócesis de Colonia, Estrasburgo, y Büraburg, así como un corepíscopo llamado Willibald y un obispo llamado Dadan, posiblemente de la Diócesis de Érfurt o un obispo auxiliar de la Arquidiócesis de Utrecht. Estaban ausentes los obispos de Utrecht, diócesis de Metz, diócesis de Verdún, Speyer y Lieja. Los principales oponentes de Bonifacio, Milo, obispo de la archidiócesis de Reims, y Gewilip, obispo del Mainz, no se presentaron.
Fortalecido por la ausencia de sus enemigos,Bonifacio logró que se adoptaran directrices más estrictas, pero el esfuerzo por reapropiarse de los bienes eclesiásticos fue frustrado tanto por los obispos como por la nobleza.
Las medidas adoptadas en el Concilium incluyeron:
- Se debían nombrar arzobispos y obispos con sede fija para sustituir a los nobles laicos que habían recibido diócesis bajo Carlos Martel;
- Los obispos estaban obligados a visitar sus parroquias, con la ayuda de obispos auxiliaress;[9]
- El clero debía comparecer anualmente ante el obispo para rendir cuentas de sus actividades personales y oficiales;
- El Jueves Santo, los obispos debían consagrar aceite (crisma) durante una misa especial, con la que debían abastecerse todas las parroquias de su diócesis;
- El clero no podía llevar armas y tenía prohibido cazar;
- La Regla de San Benito se hizo obligatoria para todos los monasterios.[10]

Muchas de las medidas del Concilium estaban orientadas hacia una organización más estricta de la iglesia franca, y para hacer cumplir dicha organización se convocaron sínodos anuales, así como obispos y arzobispos reales y la aplicación del derecho canónico.
El historiador eclesiástico Matthias Schuler, comentando el fracaso de Bonifacio en conseguir que las propiedades eclesiásticas fueran devueltas a la Iglesia, propone que aún no había llegado el momento de que Carlomán se reapropiara de esas propiedades, que a menudo habían sido entregadas (a modo de cargos eclesiásticos) a diversos nobles por su padre, Carlos Martel, para apaciguarlos y reforzar su lealtad. La reapropiación habría provocado la ira generalizada y el desagrado hacia el movimiento reformista. En el siguiente de los sínodos francos de Bonifacio, el de Estinnes, el 1 de marzo de 743, se decidió una reparación (parcial) de la situación.  Mientras que Gunther Wolf juzgó que el Concilium fue el punto culminante en la larga carrera de Bonifacio, otros estudiosos como Matthias Schuler sitúan ese punto álgido en 747, el sínodo franco de Bonifacio.

## Fecha
Todavía hay cierta contención entre los estudiosos acerca de la fecha. Theodor Schieffer (en su biografía del santo de 1954) mantuvo 743, pace Heinz Löwe, al igual que Kurt-Ulrich Jäschke y Alain Dierkens. Todavía se discute, pero el 742 se mantiene sobre todo por Heinz Löwe, y esta fecha fue dada más recientemente por Michael Glatthaar y Michael E. Moore.